# Mutua Madrileña Masters Madrid 2004
Mutua Madrileña Masters Madrid 2004 — тенісний турнір, що проходив на кортах з твердим покриттям у місті Мадрид, Іспанія з 18 жовтня . Належав до категорії Masters Series.

## Фінальна частина

### Одиночний розряд
Марат Сафін —  Давід Налбандян 6–2, 6–4, 6–3

### Парний розряд
Марк Ноулз (тенісист) /  Деніел Нестор —  Боб Браян /  Майк Браян 6–3, 6–4